# Billey Demirtaş
Billey Demirtaş (* 1977 in Istanbul, Türkei) ist ein deutsch-kurdischer Film- und Theaterschauspieler.

## Leben
Billey Demirtaş  lebt seit seinem 2. Lebensjahr in Deutschland. Er ist das Dritte von Sieben Kindern. Bereits vor seinem Abitur spielte er mit 18 Jahren Theater. Danach absolvierte er seinen Zivildienst und begann anschließend an der Ruhr-Universität Bochum den Pädagogik, Film- und Fernsehwissenschaften und Sozialpsychologie zu studieren. Von 2006 bis 2010 lebte er in Berlin und zog dann wieder nach Bochum zurück.
Billey Demirtas erhielt seine Schauspielausbildung bei Herbert Leitz in Düsseldorf und vervollständigte sie bei Workshops im „The studio international film actors' training“ in Los Angeles und im Theater „Alte Post“ in Neuss.
Im Theaterbereich spielte er in 1001 Nacht heute am Theater Oberhausen unter der Regie von Mohammad-Ali Behoudi, war in Krankheit der Jugend am Schauspielhaus Bochum unter der Regie von Christoph Gosepath sowie in Kikeri Kiste unter der Regie von Thomas Schiffmann am Schildatheater Oberhausen zu sehen. Weiter hatte er Gastverträge an diversen anderen Theatern.
Einem breiten Publikum wurde er 2004 durch die Rolle des Ercin in der Kinokomödie Männer wie wir bekannt. 2005 kehrte er für das Stück 1001 Nacht heute ans Theater zurück. Danach übernahm er auch Fernsehrollen, so 2006 in der Folge Skizze einer Toten der ZDF-Krimireihe Kommissarin Lucas.
Von 2007 bis 2010 spielte Demirtaş als Kriminalkommissar Mehmet Kilic eine der Hauptrollen der ZDF-Serie KDD – Kriminaldauerdienst.  KDD gewann den Deutschen Fernsehpreis und den Grimme-Preis als beste Serie. Es folgten mehrere Fernsehprojekte.
2011 hatte Billey Demirtas in dem französischen Kinofilm Si tu meurs, je te tue („Wenn du stirbst, töte ich dich“) eine Hauptrolle. Regie führte Hiner Saleem. 2013 drehte er den internationalen Kinofilm Before Snowfall („Der Junge Siyar“) unter der Regie von Hisham Zaman. 2016 spielte Demirtas in Das Milan Protokoll von Peter Ott erneut in einer internationalen Co-Produktion mit. Danach spielte er 2017 in dem Fernsehfilm Ich gehöre ihm den Lehrer Herr Yildirim.
Für den Kurzfilm Der Mandarinenbaum 2018 von Cengiz Akaygün erhielt Billey Demirtas 2019 seine ersten drei individuellen Preise als Bester Schauspieler auf dem TMFF Filmfestival, dem Bucharest ShortCut Cinefest und dem Feel The Reel Filmfestival 2019.

## Filmographie
Kinofilme
- 2001: PizzAvanti
- 2004: Männer wie wir
- 2011: Si tu Meurs, je te tue
- 2013: Before Snowfall – Der Junge Siyar
- 2017: Das Milan Protokoll
- 2018: Der Mandarinenbaum
- 2020: Die Zukunft ist ein einsamer Ort

Fernsehen
- 2005: Kommissarin Lucas
- 2007–2009: KDD – Kriminaldauerdienst
- 2007: Marie und die tödliche Gier
- 2009: Ein starkes Team: Geschlechterkrieg
- 2009: SOKO 5113
- 2010: Pastewka
- 2011: SOKO Leipzig
- 2012: Mordkommission Istanbul
- 2015: SOKO Köln
- 2017: Ich gehöre ihm
- 2020: SOKO Leipzig
- 2020: Wild Republic
- 2023: Tatort: Du bleibst hier (Fernsehreihe)